# Quốc huy Ba Lan

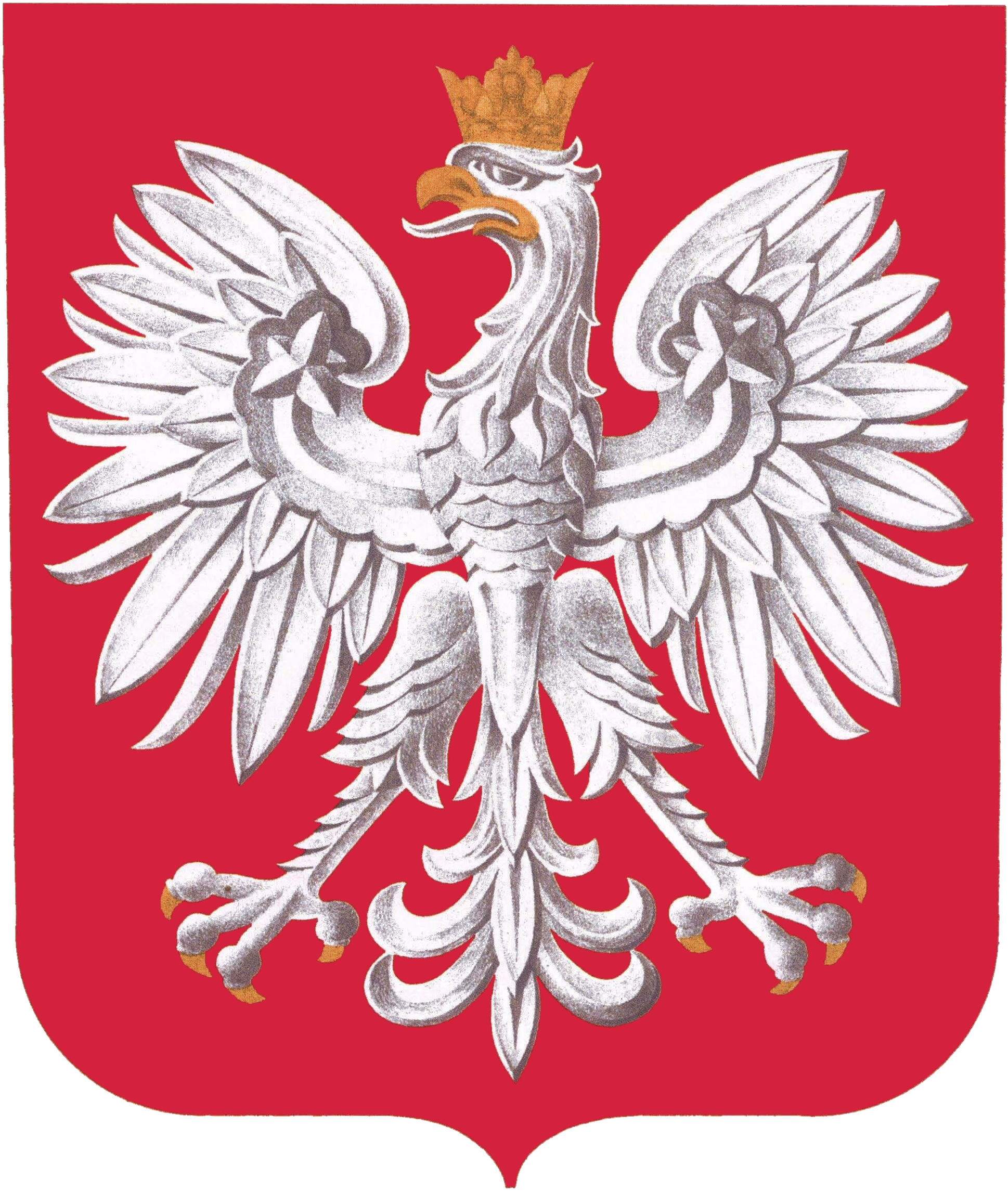

Quốc huy Ba Lan có hình một con đại bàng trắng. Nó được cách điệu với mỏ và móng vàng, và đội một chiếc vương miện vàng, trên một tấm khiên đỏ. Đại bàng, thường được sử dụng như một biểu tượng, đã xuất hiện hàng thiên niên kỷ trước tại Ba Lan vào thế kỷ 8 và 9.

## Sự tích
Huy hiệu đại bàng trắng bắt nguồn từ huyền tích của một người tên Lech nhìn thấy một tổ chim đại bàng trắng, một tia nắng từ mặt trời lặn rơi trên đôi cánh của nó, đầu của chúng biến thành màu vàng trong khi phần còn lại là màu trắng. Ông thấy rất phấn khởi và quyết định định cư tại đó và đặt hình con đại bàng lên huy hiệu của mình.

## Lịch sử
Các nền văn hóa trên khắp thế giới luôn tôn trọng những loài chim săn mồi vì sự dũng cảm, phẩm giá và sự tuyệt vời của chúng. Đối với người Ai Cập cổ đại, con chim ưng tượng trưng cho thần Horus, trong khi người La Mã sử dụng đại bàng trong tiêu chuẩn chiến đấu của họ trong chiến tranh. Biểu tượng đại bàng sau đó đã được sử dụng bởi các Đế chế Byzantine, Nga và Hoa Kỳ.

## Đại bàng trắng Ba Lan
Đại bàng trắng của Ba Lan khá độc đáo chúng tượng trưng cho lòng dũng cảm và sự cao quý.  Đây là di sản văn hóa từ các đồng tiền nước ngoài đã đến Ba Lan từ thế giới La Mã trong quá trình giao thương.
Đại bàng Ba Lan xuất hiện lần đầu lịch sử trên đồng tiền Ba Lan dưới triều đại của Vua Bolesław I (992-1025). Việc sử dụng nó được mở rộng vào thế kỷ 12 và 13, xuất hiện trên các biểu tượng, lá chắn và cờ. Nó đại diện cho người Ba Lan tham gia trận chiến tại Grunwald chống lại các Hiệp sĩ Teutonic của Đức vào năm 1410 và tại Vienna chống lại người Thổ Nhĩ Kỳ vào năm 1683.
Khi Ba Lan bị chia cắt, vào thế kỷ 18, đại bàng trở thành biểu tượng thúc đẩy người Ba Lan chiến đấu và hy sinh để giành lại độc lập. Trớ trêu thay, các đế quốc đã chinh phục Ba Lan - Nga, Phổ và Áo - đều lấy đại bàng đen làm biểu tượng của họ. Đại bàng trắng Ba Lan đứng đối lập hoàn toàn với điều này và đối với nhiều người Ba Lan, đại diện cho hy vọng rằng ánh sáng của quốc gia họ sẽ không bị bóng tối của những kẻ xâm lược dập tắt.
Giành lại độc lập vào năm 1918, Ba Lan một lần nữa lấy đại bàng trắng làm quốc huy chính thức của mình. Thật không may, cuộc xâm lược của Đức và Chiến tranh Thế giới thứ hai xảy ra không lâu sau đó, và con đại bàng một lần nữa trở thành đại diện cho lòng dũng cảm và sự hy sinh cho cả cuộc kháng chiến Ba Lan và chính phủ lưu vong.
Sau khi chủ nghĩa cộng sản sụp đổ, đại bàng Ba Lan lấy lại vương miện vào năm 1990 và được sử dụng làm biểu tượng chính thức của Ba Lan, duy trì cho đến ngày nay. Con chim xuất hiện trên nền đỏ tượng trưng cho cả máu đã đổ để bảo vệ đất nước Ba Lan và vùng đồng bằng ngập nắng của quê cha đất tổ. Đầu của nó hướng về phía bên phải, như thể đang nhìn về hướng sự thật, trong khi đôi cánh của nó dang rộng hoàn toàn để bảo vệ tất cả người Ba Lan và người di dân Ba Lan ở bất cứ nơi nào họ đang sinh sống.

Vương quốc nhiếp chính Ba Lan (1815–1917)
Vương quốc Lập hiến Ba Lan
(1919-1927)
(1927-1939)
Cộng hòa Nhân dân Ba Lan